# Ami Mandelman
Ami Mandelman (in ebraico: עמי מנדלמן), (Haifa, 24 agosto 1950) è un cantante, attore e doppiatore israeliano.

## Carriera
La sua attività inizia nel 1975 come cantante della banda Hakol Over Habibi insieme a Shlomit Aharon, Kikki Rotstein e Yuval Dor, la quale riscuote un grandissimo successo, diventando una delle band più importanti di Israele, il gruppo poi si scioglie nel 2002. Successivamente intraprende anche la carriera di doppiatore, dove presta la sua voce a numerosi personaggi tra cui: Pippo nei cortometraggi Disney, di cui ne è stato la voce israeliana ufficiale dal 1989 al 2007, Mr. Krab in SpongeBob, Pumbaa nella saga de Il re leone, Vegeta e personaggi minori in Dragon Ball Z e Dragon Ball GT e tanti altri. Ha diretto anche l'edizione israeliana di molti cortometraggi dei Looney Tunes dove per diverso periodo ha doppiato la maggior parte dei personaggi ed è anche lo speaker di diversi canali del paese. Sposato, ha tre figli, anche loro doppiatori.

## Attività da doppiatore

### Film d'animazione
- Pippo nei film In viaggio con Pippo e in Estremamente Pippo
- Cornacchia in Dumbo
- Re Luigi in Il libro della giungla
- Pumbaa in Il re leone
- Mr. Krab in SpongeBob - Fuori dall'acqua
- Professor Utonium in Le Superchicche - Il film
- Dr. Julius Hibbert in I Simpson - Il film
- Dr. Johsua in Atlantis - L'impero perduto
- Vladimir (dialoghi) in Anastasia
- Vegeta nei film di Dragon Ball Z

### Serie animate
- Pippo in Ecco Pippo!
- Professor Utonium in Le Superchicche
- Bloo negli Gli amici immaginari di casa Foster
- Vegeta e personaggi minori in Dragon Ball Z e Dragon Ball GT
- Giovanni nei Pokémon
- Dojo in Xiaolin Showdown
- Personaggi vari in Due fantagenitori
- Mr. Krab in SpongeBob
- Numerosi personaggi in Avatar - La leggenda di Aang
- Pumbaa in Timon e Pumbaa  e The Lion Guard